# Boulahrath
Boulahrath (en arabe : بلحراث) est une commune rurale du sud de la Mauritanie, située dans le département de Barkewol de la région d'Assaba.

## Géographie
La commune de Boulahrath est située au nord-ouest dans la région d'Assaba et elle s'étend sur 1 366 km2.
Elle est délimitée à la pointe nord par la commune de Soudoud, à l’est par la commune de Guever, au sud par les communes de Barkewol et d'El Ghabra, à l'ouest par la commune de R'Dheidhi.

## Histoire
Boulahrath a été érigée en commune par l'ordonnance du 20 octobre 1987 instituant les communes de Mauritanie.

## Démographie
Lors du Recensement général de la population et de l'habitat (RGPH) de 2000, Boulahrath comptait 7 711 habitants.
Lors du RGPH de 2013, la commune en comptait 9 991, soit une croissance annuelle de 2,1 % sur 13 ans.

## Économie
L'agriculture est au centre de l'économie de Boulahrath, comme quasiment toutes les communes de la région. Mais cette économie est fragile car elle rencontre des obstacles à son développement, notamment les conditions climatiques ou le manque de moyens des agriculteurs. Pour faire face à ces obstacles, l'état ou différentes ONG financent des projets qui améliorent les conditions de vie des habitants.
L'état mauritanien a par exemple financé un important projet d'approvisionnement en eau de nombreuses localités de l'Aftout.